# Ook dat nog!
Ook dat nog! is een Nederlands televisieprogramma, waarin door een vast panel op humoristische wijze consumentenproblemen aan de kaak werden gesteld. Het programma werd tussen 1989 en 2004 uitgezonden door de KRO. In 2025 keert het programma terug bij omroep KRO-NCRV. Het concept van Ook dat nog! is gebaseerd op het BBC-programma That's Life.

## Geschiedenis
Het programma begon in september 1989 en al in 1990 won het de Gouden Televizier-Ring. Miljoenen kijkers stemden in de jaren negentig af op het programma van de publieke omroep.
In 1992 beleefde Ook dat nog! zijn hoogtepunt met gemiddeld 3 miljoen kijkers. Op 1 maart van dat jaar waren dit er zelfs ruim 4,3 miljoen (69%). Hierna zakten de kijkcijfers in de loop der jaren gestaag in. Verschillende vernieuwingen en een vernieuwd panel konden deze trend niet tegengaan.
De dood van Sylvia Millecam in 2001 was voor het programma een dieptepunt. Nadien heeft het nooit meer de populariteit kunnen behalen die het in de jaren negentig had.
In 2004 besloot de KRO het programma stop te zetten. Op 30 augustus dat jaar was de laatste uitzending, met Fons de Poel als presentator. Een jaar later, in 2005, werd tijdens de zomerperiode een serie compilatie-afleveringen met hoogtepunten van het programma uitgezonden.
In 2024 maakte KRO-NCRV bekend te werken aan een nieuwe editie van het programma, met Herman van der Zandt als presentator en met een nieuw panel. Deze versie start op 21 september 2025.

## Samenstelling panel en presentatoren
Het programma werd achtereenvolgens gepresenteerd door Aad van den Heuvel (1989-1999), Frits Spits en Jeanne Kooijmans, met vervanging door Frits Spits en Sven Kockelmann. In de nieuwe versie neemt Herman van der Zandt de presentatie voor zijn rekening. In de loop van de jaren heeft het panel een verschillende samenstelling gehad. De volgende personen hebben in het vaste panel gezeten:
| Naam panellid         | Periode    |
| --------------------- | ---------- |
| Karin Bloemen         | 2003-2004  |
| Hans Böhm             | 1989-1999  |
| Sjaak Bral            | 2001-2004  |
| Hans Breetveld        | 2003-2004  |
| Daphne Bunskoek       | 2002-2003  |
| Gregor Frenkel Frank  | 1989-2003  |
| Bavo Galama           | 1991-1998  |
| Alfred van den Heuvel | 1998-2003  |
| John Jones            | 2003-2004  |
| Sylvia Millecam       | 1989-2001  |
| Marian Mudder         | 2003-2004  |
| Erik van Muiswinkel   | 1989-1991  |
| Sjoerd Pleijsier      | 1999-2002  |
| Stefan de Walle       | 2025-heden |
| Nabil Aoulad Ayad     | 2025-heden |
| Jelka van Houten      | 2025-heden |
| Margôt Ros            | 2025-heden |

## Spin-offs
De Duitse versie van het programma, Wie bitte?!, was geïnspireerd op de Nederlandse. Zo was de casting vergelijkbaar en had het programma een presentator op leeftijd met grijs haar (Geert Müller-Gerbes).
In april 2011 begon de VARA met het satirische consumentenprogramma Kanniewaarzijn, wat grotendeels op de formule van Ook dat nog! en het vroegere VARA-programma Hoe bestaat het is gebaseerd.